# AWD

Schemat przeniesienia napędu na wszystkie koła.

AWD (ang. All Wheel Drive lub 4WD 4 Wheel Drive) − jedno z możliwych oznaczeń napędu na wszystkie koła, a dokładniej – na wszystkie osie pojazdu.
Oznaczenie AWD/4WD jest typowe dla samochodów Subaru (np. Subaru Forester) oraz koncernu Audi AG z napędem na wszystkie koła (quattro).
Nie wszędzie użycie napędu AWD może się opłacać, gdyż zwiększa on zapotrzebowanie na paliwo. Dlatego w małych oszczędnych autach stosuje się napęd tylko na jedną oś (zazwyczaj przednią). Napęd AWD często używany jest w samochodach terenowych, gdzie wymagany jest do pokonywania przeszkód.